# Bénévent-et-Charbillac
Bénévent-et-Charbillac là một xã của tỉnh Hautes-Alpes, thuộc vùng Provence-Alpes-Côte d'Azur, đông nam nước Pháp.